# Questa è la vita (film 1940)
Questa è la vita (It's a Date) è un film del 1940 diretto da William A. Seiter.